# Динамический SSL
Динамический SSL —  это технология защиты канала связи, разработанная Дэниелом МакКанном (Daniel McCann ) и Нимой Шарифимер (Nima Sharifimehr) из NetSecure Technologies Ltd . Она была создана чтобы решить проблему безопасности в публичных сетях, прозрачно корректируя ошибки имплементации SSL систем,  из-за которых конфиденциальные данные могли быть изменены или украдены. Иногда данную технологию называют Динамическим TLS (SSL - предшественник).

## Уязвимости SSL/TLS систем
Большинство имплементаций SSL предполагают, что клиентский компьютер является защищенный средой для передачи ключей, их хранения и шифрования. Это неверно в теории и на практике так как вредоносные технологии типа Spyware, KeyJacking, Man in the Browser могут обмануть SSL, получая конфиденциальные данные до момента их зашифровки. Более того, надеясь, что хост будет проводить валидацию сертификатов PKI, система остается уязвимой для атак «человек посередине».

### Сложности для публичных сетей
Традиционные решения защиты канала связи используют свои протоколы или проприетарные архитектуры аутентификации, которые не могут взаимодействовать с SSL. Во многих ситуациях, особенно в анонимных или распределенных средах, где взаимодействие с SSL это необходимость, синхронизация клиента и сервера с использованием проприетарных протоколов защиты попросту нереализуема на практике. Эту проблему называют Проблемой безопасности канала связи в общественных сетях.
Простыми словами, проблема защиты канала связи предполагает, что любая анонимная транзакция через браузер будет иметь риск, который не может быть удален без избавления от анонимности. Из-за того, что практически все веб транзакции предполагают анонимность клиента на уровне протокола, любое стороннее решение в итоге сломает систему. Это фундаментальная уязвимость, которая лежит под всей веб инфраструктурой, оставляя любую транзакцию не в безопасности.
Динамический SSL решает эту фундаментальную проблему, фокусируясь на том, чтобы прозрачно закрыть уязвимости имплементаций, а не придумывать новый протокол. Поэтому, существующая SSL система остается нетронутой, как и изначальный протокол защиты. В итоге, безопасность достигается закрытием уязвимостей имплементации.

## Принципы динамического SSL
Главный принцип Динамического SSL в том, что шифрование конфиденциальной информации не может происходить в непроверенной среде, какой является большинство ПК, где безопасность процесса шифрования может быть нарушена. Поэтому, шифрование должно производиться вне ПК. Динамический SSL предполагает, что компьютер клиента — это непроверенная среда и может быть использована только для пересылки информации. Таким образом, Динамический SSL гарантирует безопасность тем, что информация не остается в незащищенных местах.

## Имплементации
Типичные имплементации содержат два основных компонента:
•	Защищенная среда, содержащая защищаемые данные
•	Криптографический прокси, который перенаправляет шифрование в защищенную среду
Опционально, может быть третий компонент, который контролирует то, что токенизация может быть реализована на уровне приложений. Все происходит непосредственно на хосте, на сервере ничего не требуется.
В общем, единственное требуемое изменение на компьютере пользователя это замена старого криптографического провайдера SSL на новый криптографический прокси Динамического SSL. Большинство операционных систем и браузеров поддерживают встраиваемые криптографические провайдеры, так что никаких действий от пользователя не нужно.
Динамический SSL работает при помощи системы токенизации для защищаемых данных и безопасного перенаправления криптографических операций в безопасную среду. Например, вместо того, чтобы вводить банковский пароль в браузер, можно напечатать бессмысленный (для человека) токен. Когда форма отправлена, токен кладется в HTTP запрос и запрос отправляется в криптографический провайдер SSL для безопасной передачи на удаленный сервер и шифрования. Вместо того, чтобы производить шифрование на хосте (может быть скомпрометировано), сессия перенаправляется в защищенную среду, где и содержится реальный банковский пароль. Внутри этой среды токен из запроса меняется местами с реальным паролем в момент шифрования. Зашифрованный пакет, содержащий реальный пароль возвращается в SSL систему на хосте для передачи на удаленный сервер.
Со стороны сервера, запрос выглядит обычным. Пакет зашифрован с помощью сессионного ключа SSL, о котором договорились с клиентом, так что он может быть легко расшифрован сервером. Сервер не видит разницы между SSL и динамическим SSL.
Единственное различие в том, что защищаемая информация не была на хосте. Любая попытка украсть данные с хоста не помогла бы их обнаружить.

## Сильные и слабые стороны

### Защита от атаки «человек посередине»
Известные валидные корневые сертификаты подписываются цифровой подписью независимой третьей стороной. Сертификат X509 приходит с информацией для аутентификации на удаленном веб-сайте как часть аутентификационной фазы SSL. Из-за того, что сигнатуры корневого сертификата проверяются в защищенной среде используя пре-верифицированные списки цифровых сигнатур для известных валидных корневых сертификатов, это предотвращает утечку через изменение цепи аутентификаций сертификата. Поэтому фальшивые сертификаты успешно детектируются и отбрасываются.

### Защита от Keyjacking
Ключи сессий и ключи аутентификации контекстуально связаны с операциями, которые они выполняют и не могут быть экспортированы. Ключ для зашифровки не может быть экспортирован и использован для дешифрования. Проще говоря, ключи протегированы чтобы удостовериться, что они не будут использованы не по прямому назначению.

## Коммерческие реализации
Продукт SmartSwipe - первое известное коммерческое применение динамического SSL. Утверждается, что он предоставляет защиту от вредоносных программ и других атак на стороне клиента, поддерживая всех электронных продавцов, которые используют SSL.  Неизвестно, используют ли другие продукты такую технологию.